# 摩根·斯科特·派克
摩根·斯科特·派克（英語：Morgan Scott Peck，1936年5月22日—2005年9月25日），美国精神科醫師、畅销书作家，著有《少有人走的路》。

## 早年
派克出生在纽约，是扎贝斯（英語：Zabeth）和律师兼法官大卫·华纳·派克（英語：David Warner Peck）的儿子。派克从小就是一个新教徒（尽管他的祖母来自一个犹太家庭，但是派克的父亲认为自己是一个新教徒，而不是犹太教徒）。
13岁时，父母把派克送到位于新罕布什尔州埃克塞特的著名寄宿学校菲利普斯埃克塞特学院。在他的书《少有人走的路》中讲述了他在埃克塞特的故事，并称那是最痛苦的时光。15岁时，在寄宿学校第三年春节的假期，帕克回家并拒绝去学校，于是他的父母为他寻求心理治疗。他被诊断为抑郁症并建议在精神病院治疗一个月（除非他选择回到学校）。1952年底，他转学到Friends 神学院，1954年毕业，随后于1958年获得哈佛大学学士学位，1963年在凱斯西儲大學获得医学博士学位。

## 职业生涯
作为一名精神科醫師，派克曾在政府担任行政职务。他还曾在美国陆军服役，并晋升为中校。
派克的书结合了他作为精神科醫師的治疗经验和明显的宗教观点。他的第一本也是最著名的一本书《少有人走的路》卖出了1000多万册。

## 个人生活
派克1959年与何丽丽（英語：Lily Ho）结婚，有三个孩子。1994年，他们共同获得了基督社区国际和平奖（英語：Community of Christ International Peace Award）。2004年，他们分居后离婚。然后，派克和凯萨琳·克莱恩·耶茨（英語：Kathleen Kline Yates）结婚。
虽然派克的作品强调了自律和推迟满足感，但他自己却并不能做到。例如，在他的书《寻找石头》（英語：In Search of Stones）中，派克承认有婚外情，并与他的两个孩子疏远。

## 死亡
派克于2005年9月25日在康涅狄格州的家中去世，生前他患有帕金森氏症和膽管癌。福乐神学院收藏了他的出版物、奖项和信件的档案。

## 《少有人走的路》
《少有人走的路》出版于1978年，是派克最著名的作品。简而言之，这本书主要基于他作为精神科醫師的经历，阐述了如何成为一个心智成熟的人。